# 3049 Кузбас
3049 Кузбас (енгл. 3049 Kuzbass) је астероид главног астероидног појаса чија средња удаљеност од Сунца износи 3,114 астрономских јединица (АЈ).
Апсолутна магнитуда астероида је 11,6.